# Engels (eenheid)
Het engels  is een oude, traditionele Nederlandse eenheid van gewicht, die vooral gebruikt werd door edelsmeden.
Voor de invoering van het metriek stelsel kenden de Nederlanden het volgende systeem van gewichten:
1 pond = 16 ons = 32 lood = 320 engels = 10240 aas
De waarde van het pond kon per regio of toepassingsgebied verschillen en daarmee ook die van het engels. Het Amsterdamse engels woog ongeveer 1,54 gram.
Ook kleine gewichtjes uit koper of messing die werden gebruikt om met een balans edelmetaal te wegen, werden engelsen genoemd.

## Benaming
De benaming "engels" komt van het Middelnederlands "engelsc" of "inghelsc" en verwees oorspronkelijk vooral naar zilveren munten uit Engeland met een waarde van 1/240 Engels pond (ca. 350 gram), maar kwam ook in gebruik als naam van een gewicht.
Een andere naam voor deze munten was "esterling"; in het Frans heette het vergelijkbare gewicht "esterlin". 